# Jena Malone
Pour les articles homonymes, voir Malone.
Jena Malone [ˈd͡ʒiːnə məˈloʊn], née le 21 novembre 1984 à Sparks, est une actrice et musicienne américaine.

## Biographie
Elle a fait ses débuts au cinéma à l'âge de 12 ans dans Bastard Out of Carolina (1996) et est apparue dans des films dont Ellen Foster (en) (1997), Contact (1997), Ma meilleure ennemie (1998), Donnie Darko (2001), La Maison sur l'océan (2001), Saved ! (2004), Les Ruines (2008), Sucker Punch (2011), la série de films Hunger Games (2013-15), The Neon Demon (2016), Nocturnal Animals  (2016), Orgueil et Préjugés (2005), Into the Wild (2007).

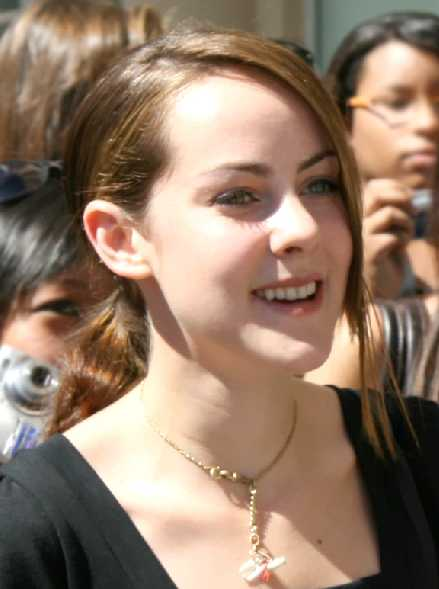
Jena Malone au Festival international du film de Toronto 2007.

Jena Malone est également une musicienne indie pop qui a composé de la musique sous son propre nom (Jena Malone & Her Bloodstains) et en duo avec Lem Jay (The Shoe). Elle est apparue en tant que chanteuse vedette sur le titre Static Space Lover du troisième album du groupe américain Foster the People, Sacred Hearts Club sorti le 21 juillet 2017.

## Vie privée
Jena Malone est en couple avec Ethan DeLorenzo qui travaille dans l'industrie de la musique et de la photographie. En mai 2016, elle donne naissance à un petit garçon qu'ils prénomment Ode Mountain.

## Filmographie

### Cinéma

#### Longs métrages
- 1996 : Bastard Out of Carolina de Anjelica Huston : Ruth Anne « Bone » Boatwright
- 1997 : Contact, de Robert Zemeckis : Ellie, jeune
- 1998 : Ma meilleure ennemie (Stepmom) de Chris Columbus : Anna Harrison
- 1999 : The Book of Stars (en) de Michael Miner : Mary McGuire
- 1999 : Pour l'amour du jeu (For Love of the Game) de Sam Raimi : Heather Aubrey
- 2001 : Donnie Darko, de Richard Kelly : Gretchen Ross
- 2001 : La Maison sur l'océan (Life as a House) de Irwin Winkler : Alyssa Beck
- 2002 : The Dangerous Lives of Altar Boys de Peter Care : Margie Flynn
- 2002 : En eaux troubles (The Badge) de Robby Henson : Ashley Hardwick
- 2002 : American Girl (en) de Jordan Brady : Rena Grubb
- 2003 : The United States of Leland de Matthew Ryan Hoge : Becky Pollard
- 2003 : Retour à Cold Mountain (Cold Mountain), d'Anthony Minghella : Ferry Girl
- 2004 : Saved! de Brian Dannelly : Mary
- 2004 : Corn (en) de Dave Silver : Emily Rasmussen
- 2005 : The Ballad of Jack and Rose de Rebecca Miller : Red Berry
- 2005 : Orgueil et Préjugés (Pride & Prejudice) de Joe Wright : Lydia Bennet
- 2006 : Container de Lukas Moodysson : The Woman / Speaker (voix)
- 2006 : Lying (en) de M. Blash : Grace
- 2007 : Four Last Songs (en) de Francesca Joseph : Frankie
- 2007 : The Go-Getter de Martin Hynes : Joely
- 2007 : Into the Wild, de Sean Penn : Carine McCandless
- 2008 : Les Ruines (The Ruins) de Carter Smith : Amy
- 2009 : Le Soliste (The Soloist) de Joe Wright : Cheery Lab Tech
- 2009 : The Messenger d'Oren Moverman : Kelly
- 2011 : Sucker Punch de Zack Snyder : Rocket
- 2013 : Hunger Games : L'Embrasement (The Hunger Games: Catching Fire) de Francis Lawrence : Johanna Mason
- 2014 : 10 Cent Pistol (en) de Michael C. Martin : Danneel
- 2014 : Time Out of Mind d'Oren Moverman : Maggie
- 2014 : Inherent Vice de Paul Thomas Anderson : Hope Harlingen
- 2014 : Hunger Games : La Révolte, partie 1 de Francis Lawrence : Johanna Mason
- 2015 : Hunger Games : La Révolte, partie 2 de Francis Lawrence : Johanna Mason
- 2015 : The Daughter (Angelica)  de Mitchell Lichtenstein : Constance Barton
- 2016 : Batman v Superman : L'Aube de la justice de Zack Snyder : Jenet Klyburn[2] (scènes coupées au montage pour la version cinéma)
- 2016 : The Neon Demon de Nicolas Winding Refn : Ruby
- 2016 : Lovesong de So Yong Kim : Mindy
- 2016 : Nocturnal Animals de Tom Ford : Sage Ross
- 2017 : Bottom of the World (en) de Richard Sears : Scarlett
- 2018 : Un héros ordinaire (The Public) d'Emilio Estevez : Myra
- 2020 : Stardust de Gabriel Range : Angie Bowie
- 2020 : Antebellum de Gerard Bush et Christopher Renz : Elizabeth
- 2020 : Lorelei de Sabrina Doyle : Dolores
- 2022 : Dévorant (Swallowed) de Carter Smith : Alice
- 2023 : Rebel Moon - Partie 1 : Enfant du feu de Zack Snyder : Harmada
- 2024 : Love Lies Bleeding de Rose Glass : Beth
- 2024 : Horizon : Une saga américaine, chapitre 1 (Horizon: An American Saga – Chapter 1) de Kevin Costner : Ellen/Lucy

#### Courts métrages
- 2012 : The Painted Lady : The Painted Lady
- 2014 : Memory 2.0 : Sophie

### Télévision

#### Séries télévisées
- 1991 : Roseanne : La petite fille
- 1996 : La Vie à tout prix (Chicago Hope) : Stacy Morissey
- 1998 : Homicide (Homicide:Life on the Street) : Debbie Straub
- 1999 : Les Anges du bonheur (Touched by an Angel) : Casey
- 2008 : New York, police judiciaire (Law & Order) : Michelle Landon
- 2012 : Dakota : Dakota
- 2012 : Hatfields and McCoys : Nancy McCoy
- 2018 : Too Old To Die Young : Diana
- 2021 : Goliath, saison 4 : Samantha Margolis

#### Téléfilms
- 1996 : L'Amérique aux deux visages (Hidden in América) : Willa
- 1997 : Ellen Foster : Ellen Foster
- 1997 : Le Droit à l'espoir (en) (Hope) : Lilly Kate Burns
- 2000 : La Grande Triche (en) (Cheaters) : Jolie Fitch
- 2001 : La Ballade de Lucy Whipple (The Ballad of Lucy Whipple) : Califonia Morning 'Lucy' Whipple
- 2003 : Hitler : la Naissance du mal (Hitler: The Rise of Evil) : Geli Raubal

## Distinctions

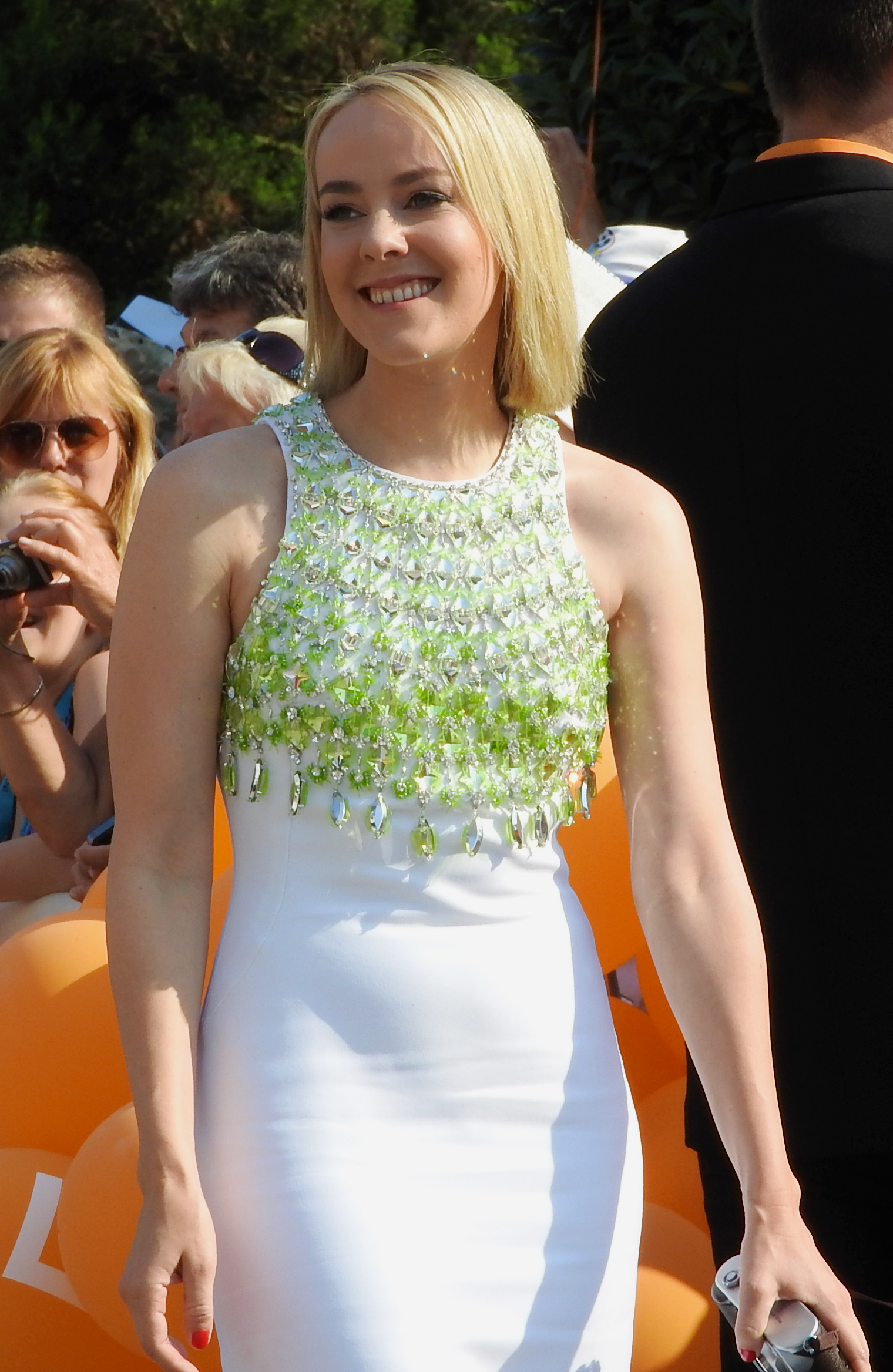
L'actrice en 2015.

### Récompenses
- 2016 : BloodGuts UK Horror Awards de la meilleure actrice dans un second rôle dans un thriller horrifique pour The Neon Demon (2016).
- 2017 : Fangoria Chainsaw Awards de la meilleure actrice dans un second rôle dans un thriller horrifique pour The Neon Demon (2016).

### Nominations
- 2016 : Film Club's The Lost Weekend de la meilleure actrice dans un second rôle dans un thriller horrifique pour The Neon Demon (2016).
- 2016 : Fright Meter Awards de la meilleure actrice dans un second rôle dans un thriller horrifique pour The Neon Demon (2016).
- 2016 : International Online Cinema Awards de la meilleure actrice dans un second rôle dans un thriller horrifique pour The Neon Demon (2016).
- 2017 : Blogos de Oro de la meilleure actrice dans un second rôle dans un thriller horrifique pour The Neon Demon (2016).